# Aéroport international Matecaña
L'Aéroport international Matecaña (code IATA : PEI • code OACI : SKPE) est un aéroport international situé dans la ville de Pereira, en Colombie.

## Situation

### Carte des aéroports de Colombie
| \| 20 km1:4 119 000 \| Acandí Apartadó / Carepa Araracuara Arauca Armenia Bahía Solano Barrancabermeja Barranquilla / Soledad Bogota Bucaramanga · Lebrija Buenaventura Cali Carthagène · des Indes Corozal Cúcuta Florencia Guapi Ibagué Ipiales · Aldana La Chorrera La Pedrera Leticia Maicao Manizales Medellín Medellín O. H. Mitú Montería Neiva Nuquí Ocaña Pereira Popayán Providencia Puerto · Asís Puerto · Carreño Quibdó Riohacha San Andrés San José · del Guaviare San Juan · de Pasto San Vicente · del Caguán Santa Marta Saravena Tame Tumaco Valledupar Villavicencio Yopal |
| 20 km1:4 119 000 |

## Statistiques
Pour des raisons techniques, il est temporairement impossible d'afficher le graphique qui aurait dû être présenté ici.

Voir la requête brute et les sources sur Wikidata.

## Compagnies aériennes et destinations
| Compagnies        | Destinations |
| ----------------- | --- |
| American Airlines | Miami |
| Avianca           | Bogota-El Dorado, Carthagène-R. Núñez, Medellín-J. M. Córdova En saison: New York-John F. Kennedy, San Andrés-G. R. Pinilla |
| Clic              | Bogota-El Dorado, Medellín-J. M. Córdova, Medellín-O Herrera (en), Villavicencio (en)                                       |
| Copa Airlines     | Panama-Tocumen |
| LATAM Colombia    | Bogota-El Dorado, Medellín-J. M. Córdova                                                                                    |
| Wingo             | Bogota-El Dorado |

Edité le 17/12/2023